# بوئینگ ۷۸۷ دریم‌لاینر
بوئینگ ۷۸۷ دریم‌لاینر (به انگلیسی: Boeing 787 Dreamliner) یک سری هواپیمای مسافربری پهن‌پیکر دوموتوره است که توسط شرکت بوئینگ ایالات متحده توسعه‌یافته و ساخته می‌شود. شمار مسافران قابل‌جابجایی توسط این هواپیما، بسته به شمار و گونه صندلی‌ها، ۲۱۰ تا ۳۳۰ نفر است. این هواپیما نسبت به دیگر هواپیمای مسافربریِ بوئینگ ازلحاظ مصرف سوخت دارای بازده بالاتری است و نخستین بوئینگی است که کامپوزیت در بیشتر بدنهٔ آن به‌کار رفته‌است. این مدل هواپیما برپایه سفارش مشتری از یکی از دو پیشرانه جنرال الکتریک جی‌ئی‌ان‌ایکس یا رولز-رویس ترنت ۱۰۰۰ استفاده می‌کند.
در ۲۸ ژانویهٔ ۲۰۰۵ میلادی، نام طرح توسعهٔ هواپیمای ۷ئی۷ (7E7) به ۷۸۷ تغییر یافت. پس از مدتی کوتاه، تصاویری از گونه کانسپت این هواپیما منتشر شد که نشان از طراحی پیچیده این هواپیما بود؛ همچنین سطح بدنه این هواپیما که انحنای بالایی دارد گویای این واقعیت است. در ۲۶ آوریل ۲۰۰۵ یک سال پس از آغاز برنامهٔ ۷۸۷ واپسین طراحی‌های بدنهٔ این هواپیما به پایان رسید؛ هواپیمایی با بینی پست و دُم معمولی.
بوئینگ برای نخستین بار در تاریخ ۸ ژوئیه ۲۰۰۷ با تشریفات گسترده از این هواپیما رونمایی کرد. این هواپیما، سریع-فروشترین هواپیمای مسافربری تاریخ است و سفارش خرید آن بیش از ۸۰۰ فروند است. پیش از این انتظار می‌رفت که این هواپیما در ماه مه ۲۰۰۸ وارد خدمت شود اما برنامه ورود به خدمت آن با کمی تأخیر به سال ۲۰۱۰ منتقل شد، اما پس از آن نیز بار دیگر تحویل آن را به تأخیر انداخت و به ۲۰۱۱ موکول کرد.

## مشتریان
در حال حاضر  ۱,۰۰۶ فروند هواپیمای ۷۸۷، در ایرلاین های مختلف در حال استفاده و سرویس دهی است.
در این بین شرکت ژاپنی آل نیپون ایرویز ( ۷۷ فروند ) و شرکت امریکایی یونایتد ایرلاینز ( ۶۳ فروند )،  بزرگترین مشتریان هواپیما ۷۸۷ دریم لاینر هستند.
بیشتر سفارش‌های ۷۸۷ از سمت شمال شرق آسیا ثبت شده.

## مدل های ۷۸۷
شرکت بوئینگ در بین سال های ۲۰۰۹ تا ۲۰۱۳ میلادی، ۳ مدل مختلف از هواپیمای ۷۸۷ با طول بدنه های متفاوت را معرفی و عرضه کرده است. سه مدل دریم لاینر به ترتیب ۸-۷۸۷ ، ۹-۷۸۷ و ۱۰-۷۸۷ هستند.

## ثبت طولانی‎‌ترین پرواز بدون توقف
در تاریخ ۲۰ اکتبر ۲۰۱۹ طولانی‎‌ترین پرواز بدون توقف هواپیمای مسافربری از نیویورک به سیدنی در مدت زمان ۱۹ ساعت و ۱۶ دقیقه توسط یک فروند هواپیمای بوئینگ ۷۸۷-۹ شرکت هواپیمایی کانتاس استرالیا با موفقیت به ثبت رسید.

## نقص‌های فنی
اداره هوانوردی فدرال ایالات متحده آمریکا در پی فرود اضطراری یک فروند هواپیمای مسافربری بویینگ ۷۸۷ در غرب ژاپن، پروازهای این هواپیما را به‌طور موقت ممنوع اعلام کرد. گفته می‌شود نقص فنی در باتری این هواپیما باعث فرود اضطراری آن در ژاپن شده‌است.
بدنبال بروز چندین نقص فنی پی در پی در هواپیمای بویینگ ۷۸۷، اداره هوانوردی فدرال آمریکا، امنیت پرواز این مدل از هواپیمای بویینگ را تأیید اما هم‌زمان دستور بازرسی کامل فنی و تحقیق در خصوص ایمنی آن را صادر کرد.
ترک برداشتن شیشه مخصوص کابین، اتصال الکتریکی و نشت روغن موتور و سوخت از جمله نقص‌های گزارش شده در این مدل از هواپیمای بویینگ است. هیچکدام از این نقص‌های فنی باعث وارد آمدن آسیب به هیچ مسافر و خلبانی نشده‌است.

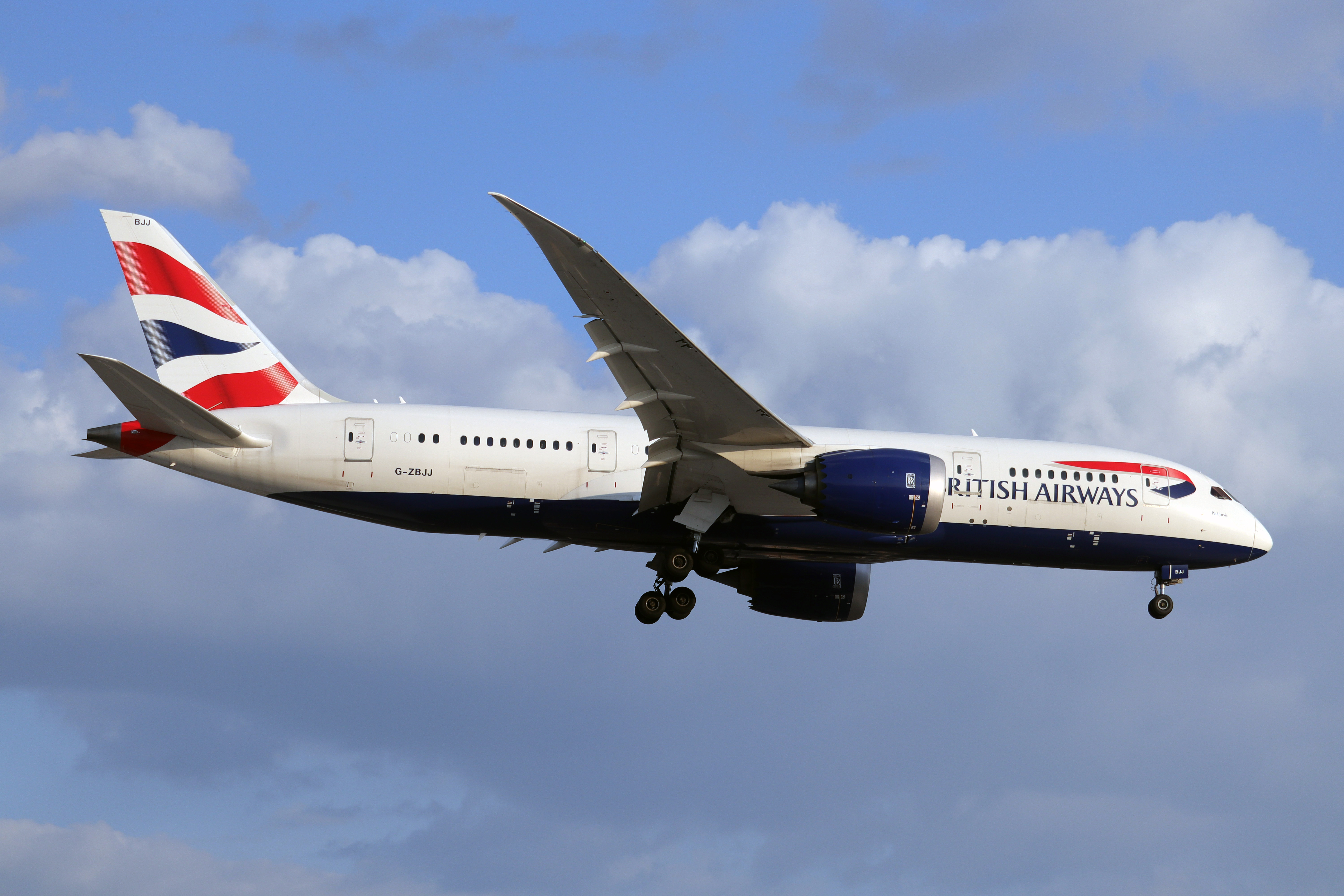
بویینگ ۷۸۷-۸ بریتیش ایرویز